# Vranov (okres Brno-venkov)
Vranov je obec v okrese Brno-venkov v Jihomoravském kraji. Rozkládá se v katastrálním území Vranov u Brna, v Drahanské vrchovině. Žije zde 904 obyvatel.
Vesnice se nachází hluboko v lesích, 500 m na západ od vesnice se nachází televizní vysílač. Zdejší barokní kostel Narození Panny Marie s gotickou plastikou Panny Marie patří k mariánským poutním místům; nachází se v něm krypta rodu Lichtenštejnů, druhdy vlastníků panství a stavitelů kostela.

## Historie
První písemná zmínka o obci pochází z roku 1365. Postupně náležela k panství ronovskému, novohradskému a pozořickému. Předchůdce stávajícího svatostánku, kostel Panny Marie, měl podle legendy postavit moravský zemský maršál Vilém jako výraz díků za svou záchranu a zázračné uzdravení. V roce 1562 je nicméně ve Vranově doložena existence dvou kostelů: kostela Matky Boží a farního kostela svaté Barbory. Nový raně barokní kostel Narození Panny Marie navrhl v letech 1621–1630 architekt Giovanni Maria Filippi na objednávku Karla I. z Lichtenštejna, který konvertoval ke katolictví. Stavbu vedl Andrea Erna. Pod kostelem zbudoval rozsáhlou rodinnou hrobku Lichtenštejnů, která byla ještě upravena v 19. století. Kostel sv. Barbory byl v 18. století pro zchátralost zbořen.

## Poutě
Vranov byl již od 15. století známým katolickým poutním místem. Jeho součástí je i klášter paulánů s velkou klášterní zahradou. Roku 1784, za josefínských reforem, byl klášter zrušen, později však byl opět navrácen svému účelu. Od 90. let 20. století zde řád vybudoval rozsáhlý areál objektů pro poutníky a kněze – Mezinárodní duchovní centrum.

## Obyvatelstvo
Na počátku 17. století zde bylo 8 domů. V roce 1750 to už bylo 26 domů, roku 1790 zde bylo už 59 domů se 362 obyvateli, roku 1834 to bylo 64 domů a 443 obyvatel.
| 1869 | 1880 | 1890 | 1900 | 1910 | 1921 | 1930 | 1950 | 1961 | 1970 | 1980 | 1991 | 2001 | 2011 |
| ---- | ---- | ---- | ---- | ---- | ---- | ---- | ---- | ---- | ---- | ---- | ---- | ---- | ---- |
| 544  | 516  | 529  | 620  | 651  | 575  | 623  | 676  | 683  | 657  | 634  | 629  | 595  | 755  |

## Galerie

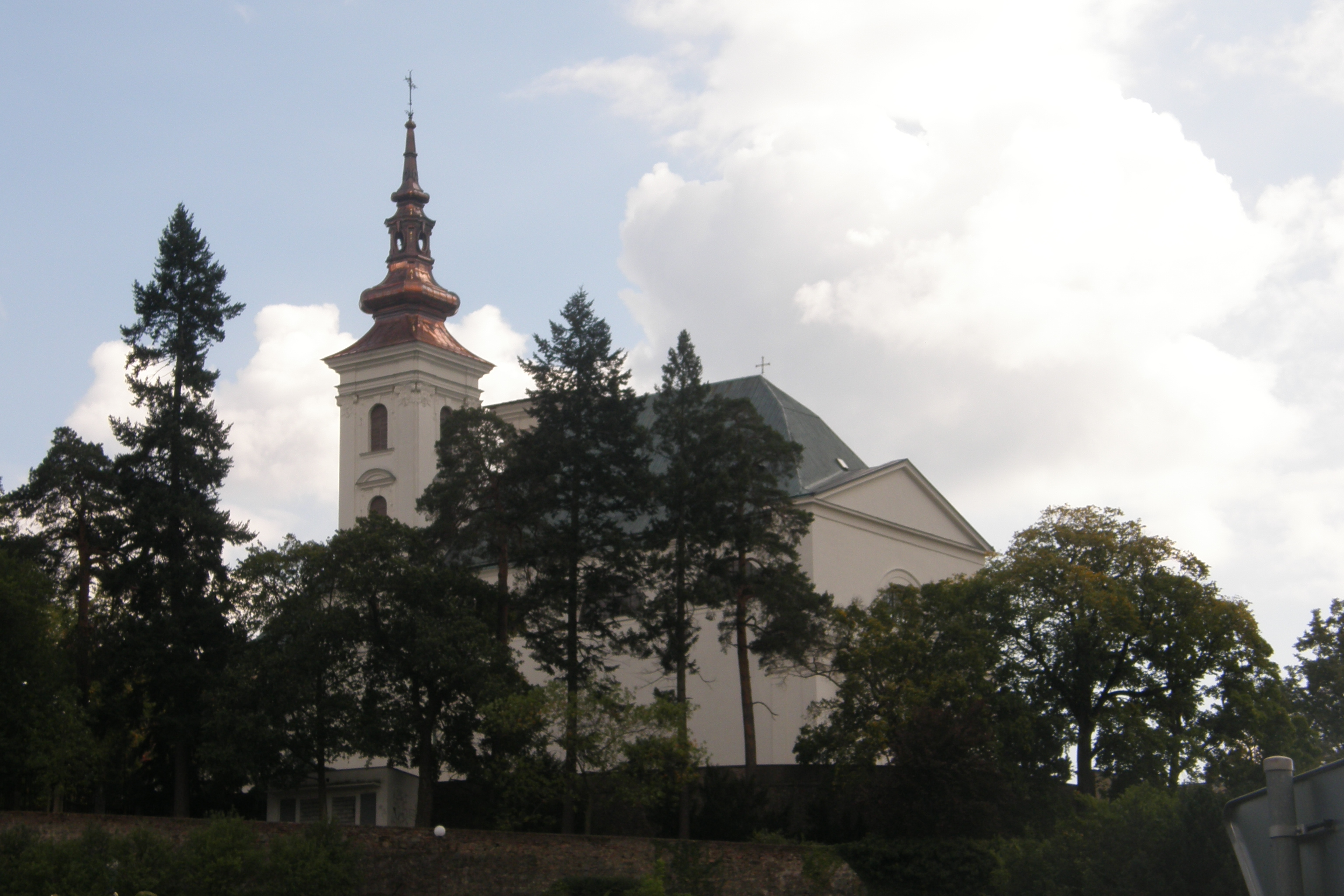
Poutní kostel Narození Panny Marie
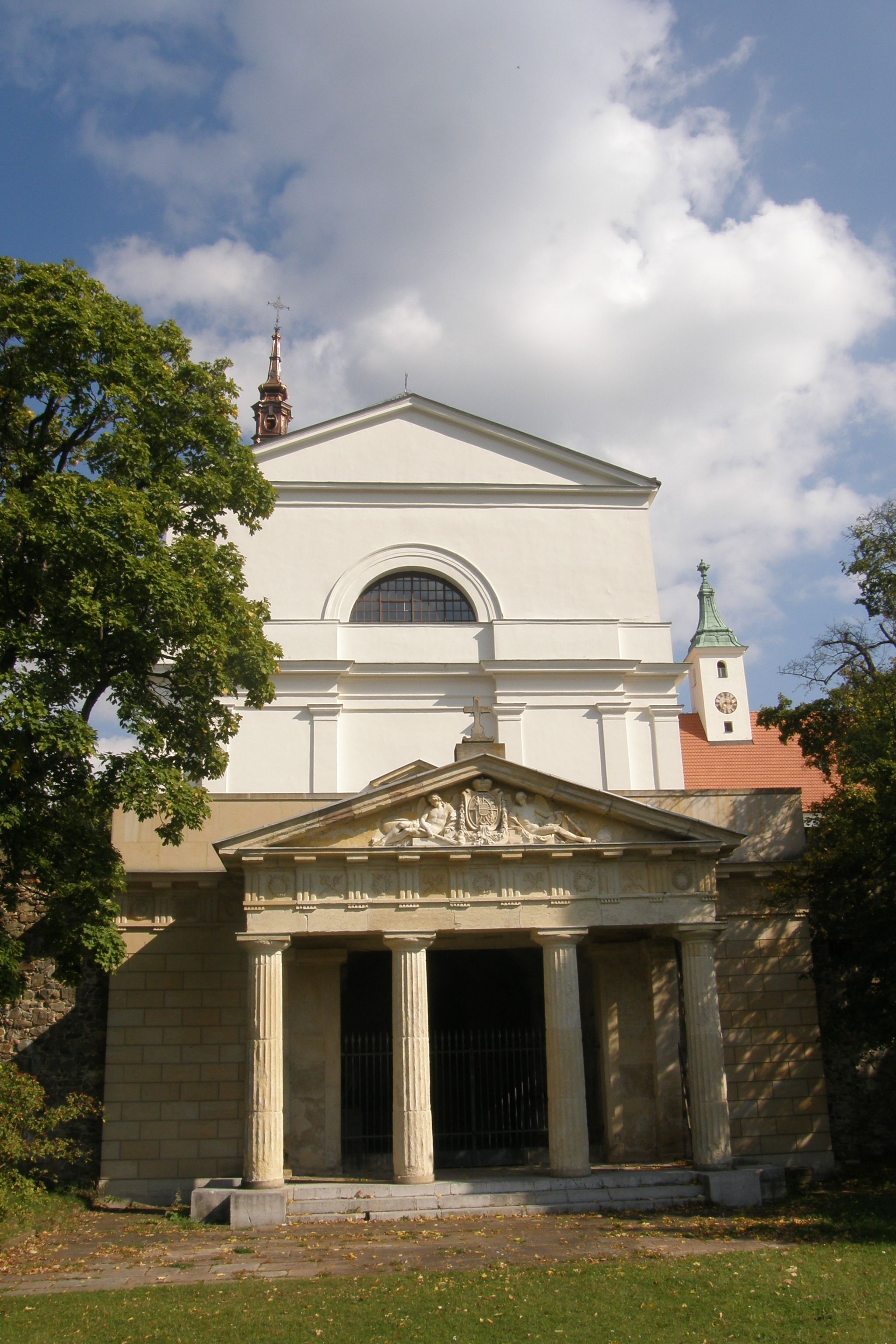
Lichtenštejnská hrobka
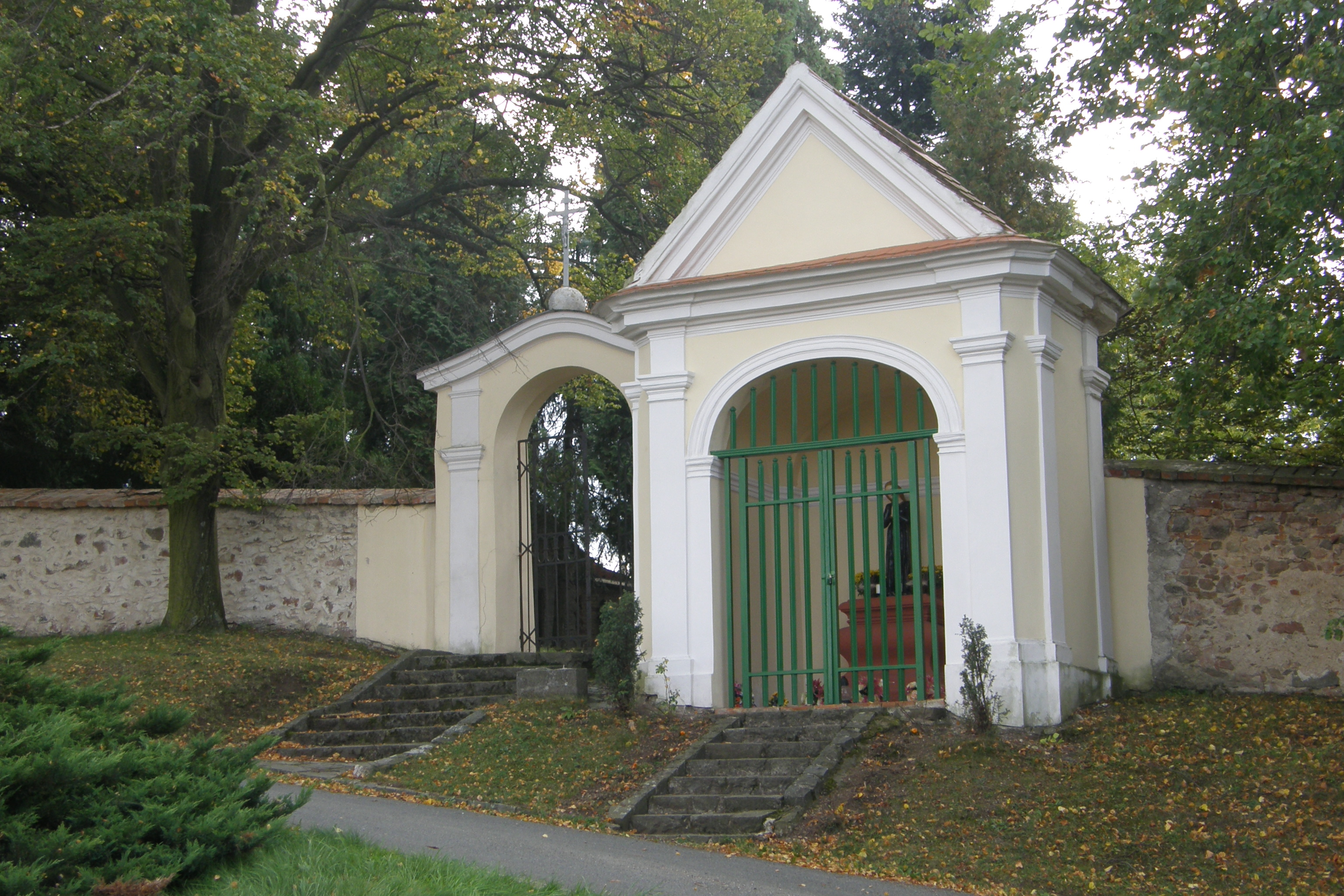
Kaple Anděla Strážného
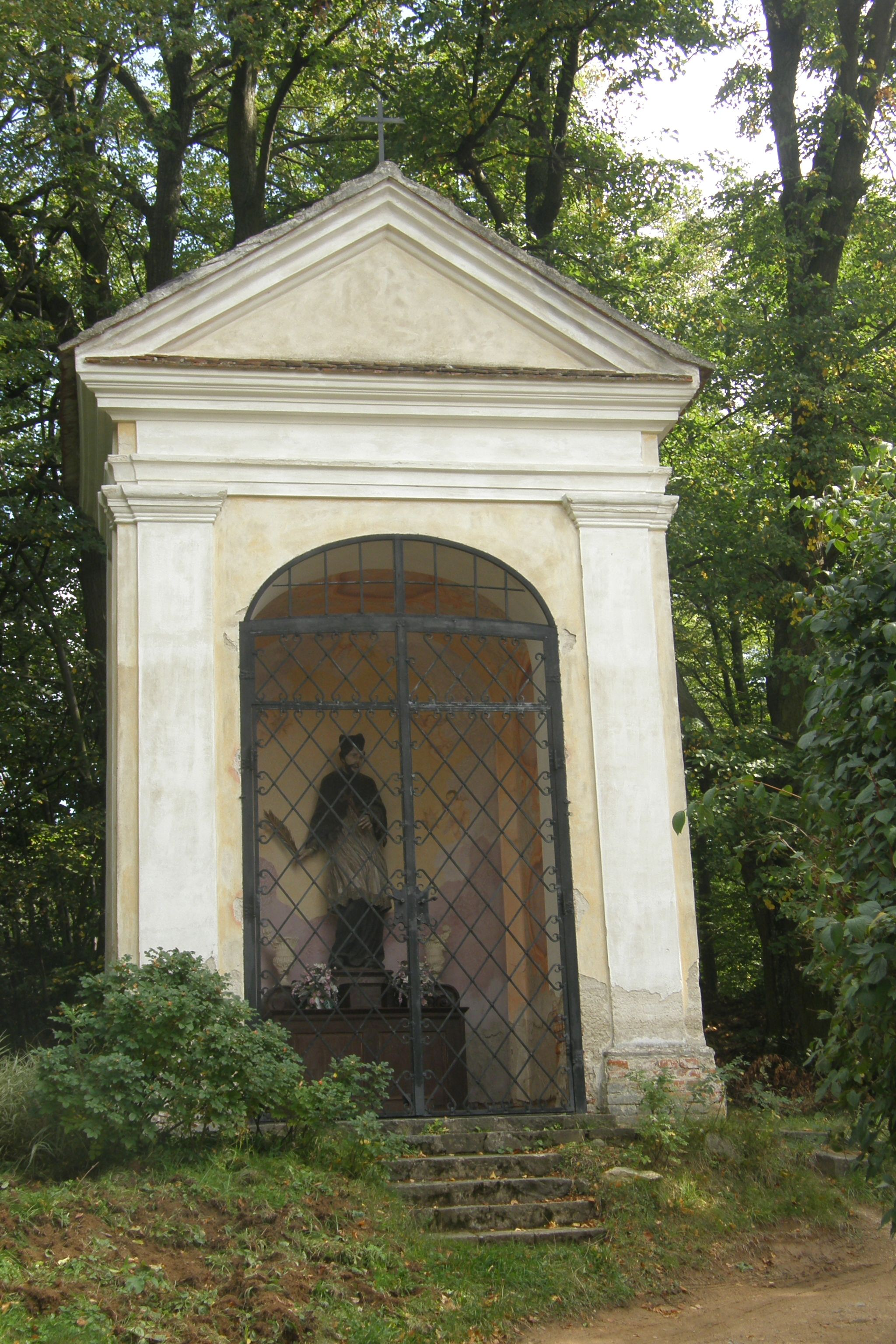
Kaple sv. Jana Nepomuckého
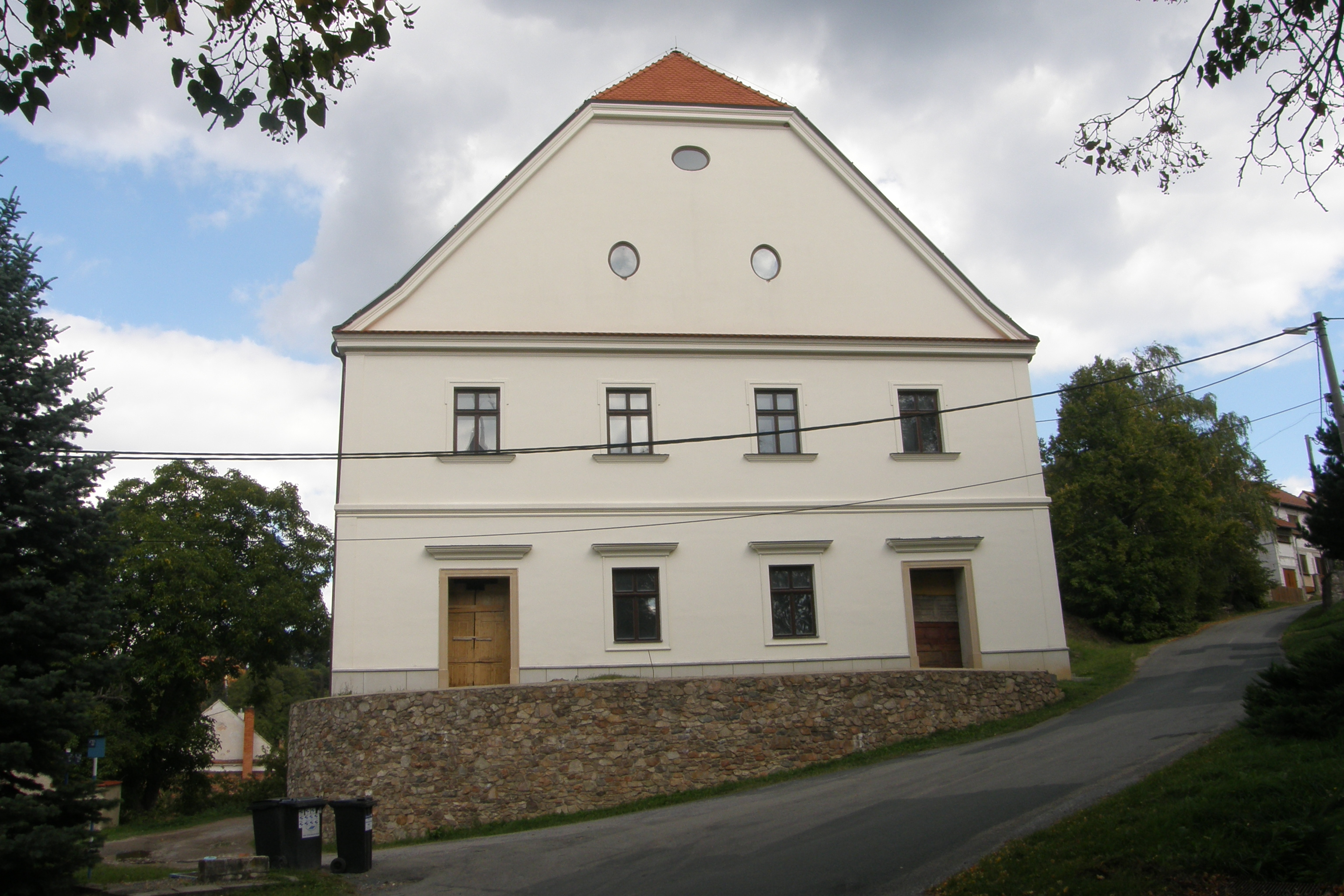
Dům čp. 10, bývalý chudobinec
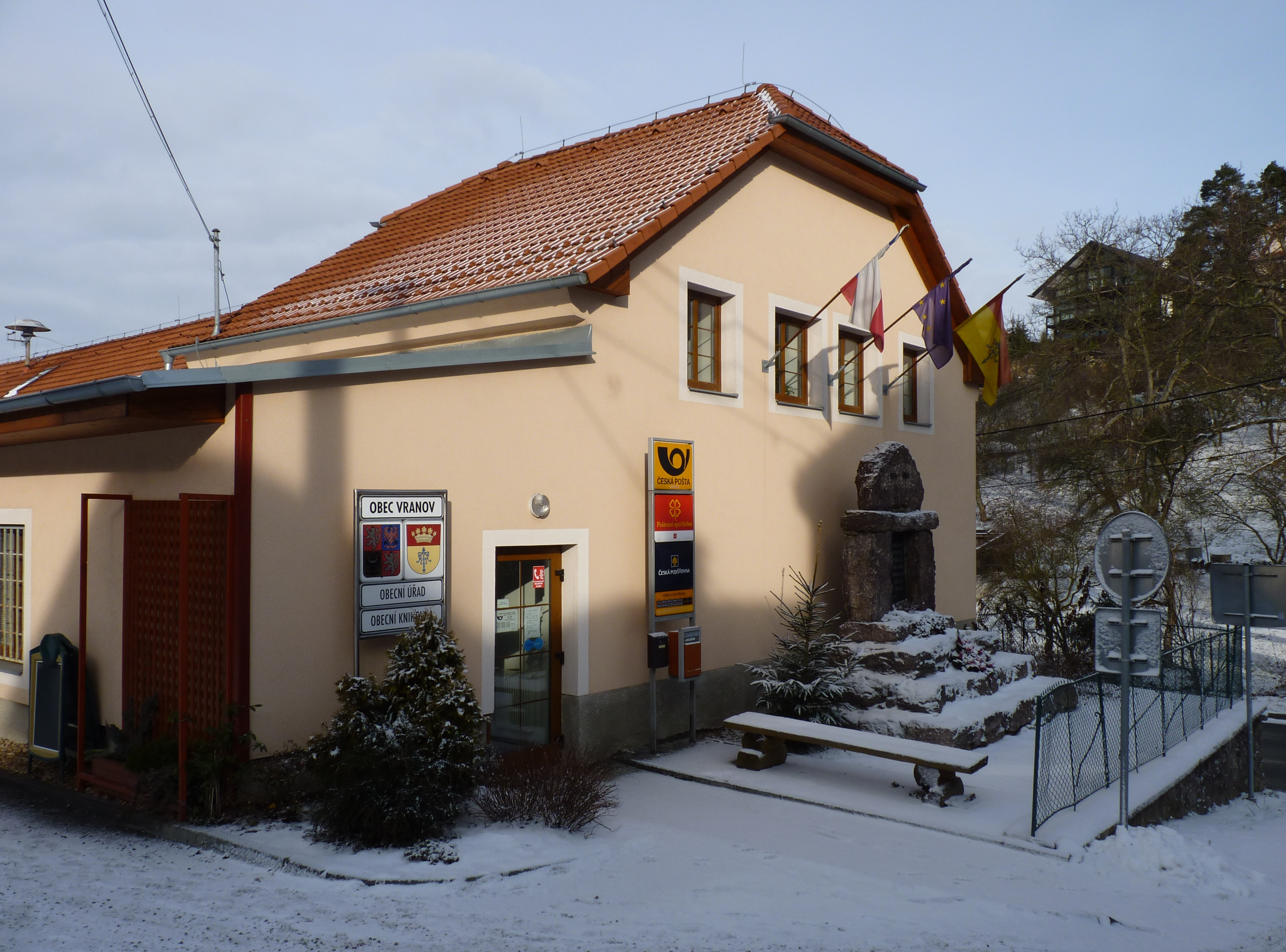
Obecní úřad